# Eventfinda體育館
36°47′0″S 174°44′39″E / 36.78333°S 174.74417°E
Eventfinda體育館 (最初被稱為北岸活動中心)是一座位於紐西蘭奧克蘭北岸市的室內體育館。體育館於1992年啟用，可容納4,179人。